# Erlenbach (Zurich)
Pour les articles homonymes, voir Erlenbach.

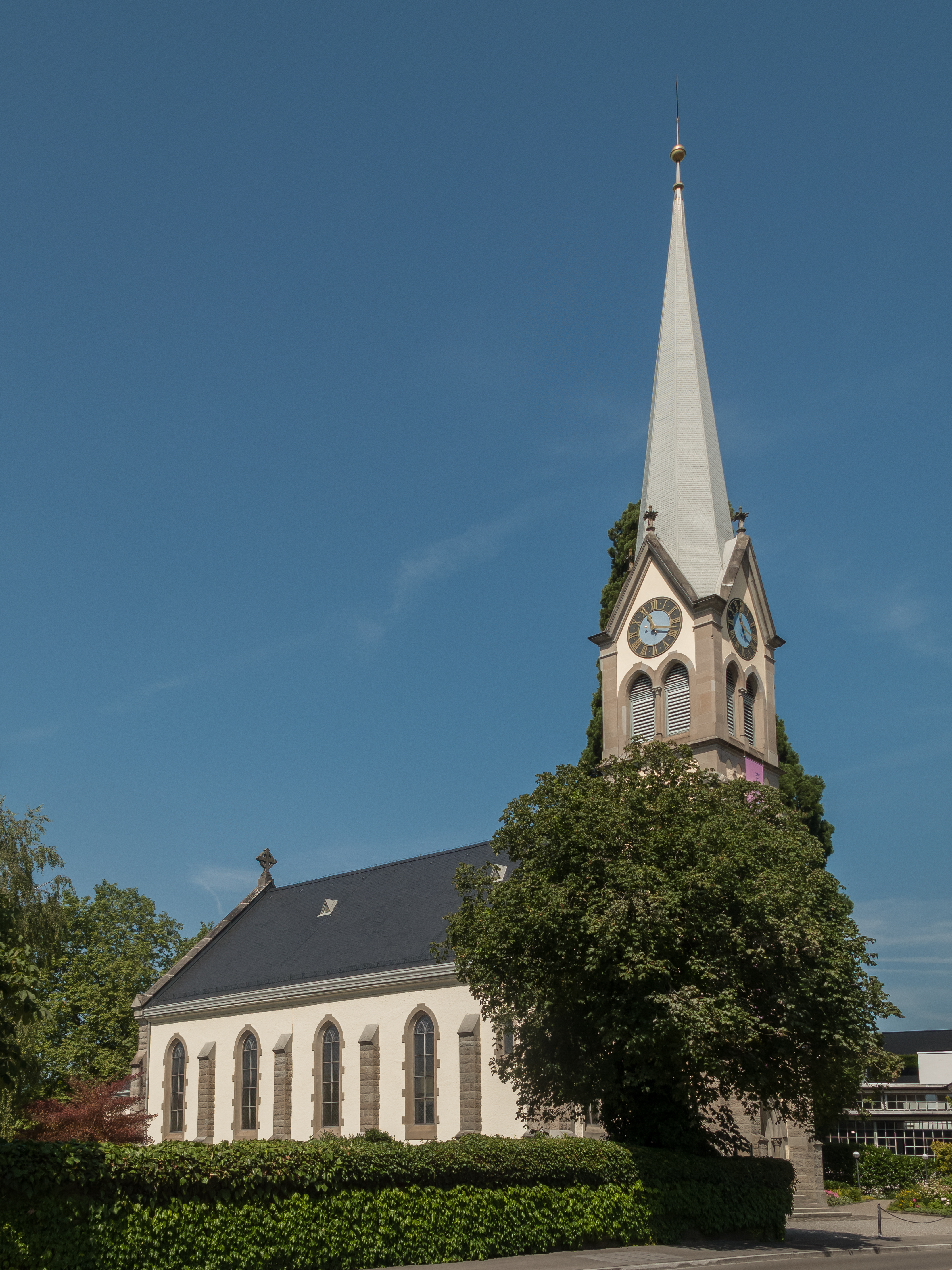
Erlenbach, l'église protestante.

Erlenbach est une commune suisse du canton de Zurich.

Photo aérienne prise par Walter Mittelholzer (1923).